# Kırköy
Kırköy (kurdisch Kir) ist ein teilweise verfallenes Dorf im Landkreis Yayladere in der türkischen Provinz Bingöl. Die Ortschaft liegt in Ostanatolien, 4 km südöstlich von Çatalkaya an einem Zufluss der Özlüce-Talsperre, nahe der Grenze zur Provinz Tunceli. Der frühere Name lautete Kır. Dieser Name ist auch im Grundbuch verzeichnet. Im Jahre 1973 wurden noch 350 Einwohner gezählt. In den Jahren 1997 und 2000 lebten in Kırköy keine Menschen und 2009 wurde Kırköy in den Bevölkerungsstatistiken nicht aufgeführt. Erst st dem Jahre 2014 sind auf der Site des TÜIK wieder Einwohnerzahlen zu finden.